# Жен Ћен
Жен Ћен (пинјин: Ren Qian; 20. фебруар 2001) кинеска је скакачица у воду. Њена специјалност су скокови са торња са висине од 10 метара.
Пви велики успех у каријери Жен Ћен је остварила на светском првенству 2015. у руском Казању где је са свега 14 година у појединачним скоковима са торња освојила сребрну медаљу са овојених укупно 388,00 бодова.
Годину дана касније, у Рију 2016, у свом дебитантском наступу на олимпијским играма освојила је златну олимпијску медаљу у појединачним скоковима са торња. На светском првенству 2017. у Будимпешти осваја медаље у све три дисциплине скокова са торња, злата у синхронизованим (у пару са Си Јађе) и мешовитим синхронизованим скоковима (у пару са Љен Ђуенђе) и бронзу у појединачним скоковима.